# Alexander Mejía
Alexander Mejía Sabalsa (ur. 11 lipca 1988 w Barranquilli) – kolumbijski piłkarz występujący na pozycji defensywnego pomocnika, reprezentant Kolumbii, od 2024 roku zawodnik Deportivo Cali.

## Kariera klubowa
Mejía jest wychowankiem klubu Deportes Quindío z miasta Armenia, w którego barwach zadebiutował w Categoría Primera A jako osiemnastolatek, w 2005 roku. Początkowo pełnił rolę rezerwowego, jednak szybko wywalczył sobie miejsce w wyjściowym składzie, premierowego gola w najwyższej klasie rozgrywkowej zdobywając 25 kwietnia 2008 w wygranym 1:0 spotkaniu z Independiente Medellín. Ogółem w Quindío spędził sześć lat, jednak mimo regularnych występów nie zdołał wywalczyć żadnego osiągnięcia na arenie krajowej, plasując się głównie w środku tabeli i ani razu nie zakwalifikował się do rozgrywek międzynarodowych. W styczniu 2011 przeszedł do ówczesnego mistrza Kolumbii – CD Once Caldas z siedzibą w Manizales, gdzie od razu został kluczowym zawodnikiem linii pomocy i w jesiennym sezonie Finalización 2011 zdobył z nią tytuł wicemistrza kraju.
Wiosną 2012 Mejía został ściągnięty przez Juana Carlosa Osorio – swojego byłego szkoleniowca z Once Caldas – do prowadzonej przez niego drużyny Atlético Nacional z siedzibą w Medellín. Tam jako podstawowy piłkarz w 2012 roku wywalczył krajowy puchar – Copa Colombia oraz superpuchar – Superliga Colombiana. W wiosennym sezonie Apertura 2013 zdobył z Atlético Nacional swoje pierwsze mistrzostwo Kolumbii i sukces ten powtórzył również pół roku później, w jesiennych rozgrywkach Finalización 2013. W tym samym roku po raz drugi zdobył puchar kraju, zaś w sezonie Apertura 2014 wywalczył trzeci z rzędu tytuł mistrza Kolumbii, zajął drugie miejsce w superpucharze oraz dotarł do finału drugich co do ważności rozgrywek Ameryki Południowej – Copa Sudamericana. Ponadto po odejściu Macnelly'ego Torresa został wybrany kapitanem zespołu. Jego świetne występy zaowocowały powołaniami do reprezentacji i zainteresowaniem europejskich klubów.
W styczniu 2015 Mejía za sumę czterech milionów dolarów przeszedł do meksykańskiej drużyny CF Monterrey. W tamtejszej Liga MX zadebiutował 11 stycznia 2015 w przegranej 0:1 konfrontacji z Universidadem de Guadalajara, od razu zostając podstawowym graczem zespołu. Nie spełnił jednak do końca pokładanych w nim oczekiwań, wobec czego już po sześciu miesiącach na zasadzie wypożyczenia powrócił do Atlético Nacional. Już w sezonie Finalización 2015 – będąc filarem środka pola – zdobył czwarte w karierze mistrzostwo Kolumbii, zaś w 2016 roku wywalczył swój drugi superpuchar kraju. Wówczas także triumfował z ekipą Reinaldo Ruedy w najbardziej prestiżowych rozgrywkach południowoamerykańskiego kontynentu – Copa Libertadores.
Latem 2016 Mejía powrócił do Meksyku, zasilając Club León.
| Sezon     | Klub              | Kraj     | Rozgrywki           | Mecze | Bramki |
| --------- | ----------------- | -------- | ------------------- | ----- | ------ |
| 2005      | Deportes Quindío  | Kolumbia | Categoría Primera A | 1     | 0      |
| 2006      | Deportes Quindío  | Kolumbia | Categoría Primera A | 21    | 0      |
| 2007      | Deportes Quindío  | Kolumbia | Categoría Primera A | 29    | 0      |
| 2008      | Deportes Quindío  | Kolumbia | Categoría Primera A | 36    | 2      |
| 2009      | Deportes Quindío  | Kolumbia | Categoría Primera A | 33    | 1      |
| 2010      | Deportes Quindío  | Kolumbia | Categoría Primera A | 36    | 1      |
| 2011      | CD Once Caldas    | Kolumbia | Categoría Primera A | 37    | 0      |
| 2012      | Atlético Nacional | Kolumbia | Categoría Primera A | 33    | 0      |
| 2013      | Atlético Nacional | Kolumbia | Categoría Primera A | 36    | 0      |
| 2014      | Atlético Nacional | Kolumbia | Categoría Primera A | 19    | 0      |
| 2014/2015 | CF Monterrey      | Meksyk   | Liga MX             | 14    | 0      |
| 2015      | Atlético Nacional | Kolumbia | Categoría Primera A | 23    | 0      |
| 2016      | Atlético Nacional | Kolumbia | Categoría Primera A | 17    | 0      |
| 2016/2017 | Club León         | Meksyk   | Liga MX             |       |        |

## Kariera reprezentacyjna
W 2005 roku Mejía został powołany przez szkoleniowca Eduardo Larę do reprezentacji Kolumbii U-17 na Mistrzostwa Ameryki Południowej U-17. Na wenezuelskich boiskach pełnił rolę podstawowego zawodnika swojej ekipy, rozgrywając wszystkie siedem spotkań w pełnym wymiarze czasowym jako defensywny pomocnik lub boczny obrońca. Jego kadra w pierwszej rundzie zanotowała dwa zwycięstwa, remis i porażkę – zdołała z drugiego miejsca awansować do rundy finałowej, lecz tam z bilansem trzech porażek w trzech meczach zajęła czwartą, ostatnią lokatę, przez co nie zakwalifikowała się na Mistrzostwa Świata U-17 w Peru.
W seniorskiej reprezentacji Kolumbii Mejía zadebiutował za kadencji argentyńskiego selekcjonera José Pekermana, 3 czerwca 2012 w wygranym 1:0 meczu z Peru w ramach eliminacji do Mistrzostw Świata 2014. Ogółem podczas tych kwalifikacji, udanych ostatecznie dla jego drużyny narodowej, pięciokrotnie pojawiał się na boisku, nie zdobywając gola. W 2014 roku został powołany na Mistrzostwa Świata w Brazylii, gdzie pełnił rolę rezerwowego zawodnika swojego zespołu; wystąpił wówczas w czterech z pięciu możliwych spotkań, lecz tylko w jednym w wyjściowym składzie – w fazie grupowej z Grecją (3:0), WKS (2:1) oraz Japonią (4:1) i w 1/8 finału z Urugwajem (2:0). Kolumbijczycy odpadli natomiast z mundialu w ćwierćfinale, przegrywając w nim z gospodarzami – Brazylią (1:2). Rok później znalazł się w składzie na rozgrywany w Chile turniej Copa América, podczas którego rozegrał trzy z czterech meczów (jeden w pierwszym składzie), zaś prowadzona przez Pekermana drużyna zakończyła swój udział w rozgrywkach na ćwierćfinale, ulegając po rzutach karnych Argentynie (0:0, 4:5 k).